# Evolution GT
Evolution GT, pubblicato nel Nord America come Corvette Evolution GT, è un simulatore di guida realizzato dalla Milestone e prodotto dalla Black Bean Games nel 2006.

## Modalità di gioco
Il gioco ha molte affinità col predecessore SCAR - Squadra Corse Alfa Romeo. Presenta una modalità carriera in cui si potranno affrontare quattro divisioni di difficoltà crescente suddivise ogni una in diversi campionati dedicati ad una tipologia d'auto specifica. Oltre al campionato, sono presenti anche diverse sfide che permettono, se completate, di migliorare le caratteristiche del proprio pilota. Esso infatti, è dotato di diversi parametri che possono essere potenziati tramite l'utilizzo degli skill points guadagnati durante le corse grazie alle proprie azioni alla guida. L'ottenimento dei punti abilità viene influenzato dal team per il quale si è scelto di partecipare in un determinato campionato. La abilità del pilota verranno anche potenziate dall'equipaggiamento che si sceglierà di indossare (quest'ultimo è costituito da casco, tuta, guanti e scarpe sportive).
Le vetture sono di vario tipo, e vanno dalle medie fino alle vetture da competizione che partecipano a campionati come il WTCC o l'ALMS. I tracciati sono sia realmente esistenti (come l'autodromo di Valencia) che originali ambientati in diverse città europee (come Barcellona o Milano). Durante una gara il pilota avrà a disposizione il "Tiger Effect", il quale permette di riavvolgere di un certo periodo il tempo in caso di errore di pilotaggio. Oltre allo stato di salute della vettura, è presente anche la condizione psicologica del pilota che cala in caso di comportamento aggressivo dei piloti avversari.
Inoltre, prima di iniziare la carriera, c'è un tutorial illustrato da Gabriele Tarquini.

## Accoglienza
Il gioco è stato apprezzato dalla critica per la curva di difficoltà proposta, la fluidità grafica, l'introduzione di elementi da gioco di ruolo e la trasposizione sonora degli effetti delle vetture. Sono stati criticati invece la mancanza di una colonna sonora, la realizzazione grafica non all'altezza e a presenza di alcuni bug a livello grafico/sonoro.